# Grand Prix Formule 1 van Duitsland 2008

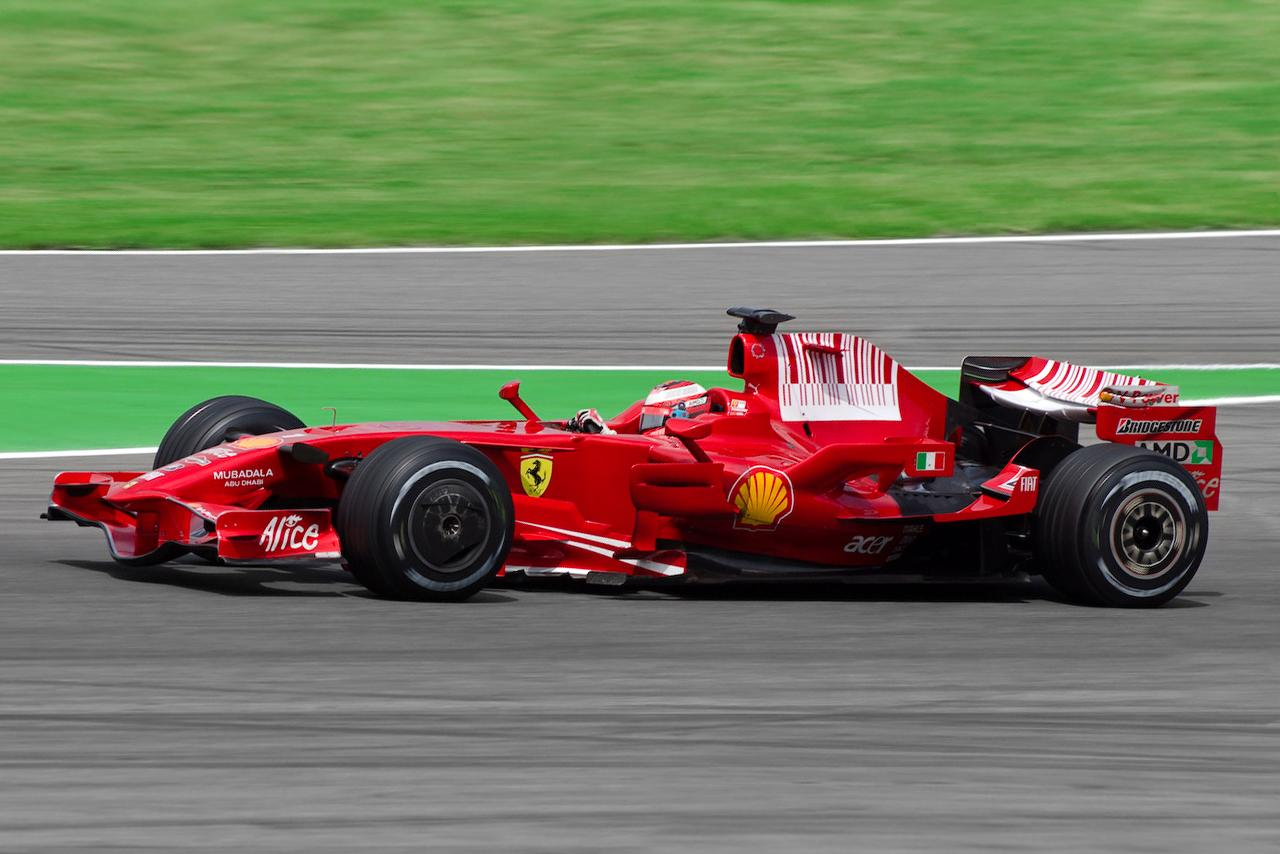
Kimi Räikkönen op de Hockenheimring.

De Grand Prix Formule 1 van Duitsland 2008 werd gehouden op 20 juli 2008 op het circuit Hockenheimring Baden-Württemberg. Het was de tiende race uit het kampioenschap. McLaren-coureur Lewis Hamilton, die vanaf poleposition was vertrokken won de race. Braziliaans Renault-coureur Nelson Piquet jr. werd tweede. Zijn landgenoot Felipe Massa werd derde in een Ferrari. Hamilton had na deze race vier punten voorsprong op Massa in de tussenstand van het kampioenschap.

## Kwalificatie
| Positie | Nummer | Naam                 | Team                | Q1       | Q2       | Q3       | Grid |
| ------- | ------ | -------------------- | ------------------- | -------- | -------- | -------- | ---- |
| 1       | 22     | Lewis Hamilton       | McLaren-Mercedes    | 1:15.218 | 1:14.603 | 1:15.666 | 1    |
| 2       | 2      | Felipe Massa         | Ferrari             | 1:14.921 | 1:14.747 | 1:15.859 | 2    |
| 3       | 23     | Heikki Kovalainen    | McLaren-Mercedes    | 1:15.476 | 1:14.855 | 1:16.143 | 3    |
| 4       | 11     | Jarno Trulli         | Toyota              | 1:15.560 | 1:15.122 | 1:16.191 | 4    |
| 5       | 5      | Fernando Alonso      | Renault             | 1:15.917 | 1:14.943 | 1:16.385 | 5    |
| 6       | 1      | Kimi Räikkönen       | Ferrari             | 1:15.201 | 1:14.949 | 1:16.389 | 6    |
| 7       | 4      | Robert Kubica        | BMW Sauber          | 1:15.985 | 1:15.109 | 1:16.521 | 7    |
| 8       | 10     | Mark Webber          | Red Bull-Renault    | 1:15.900 | 1:15.481 | 1:17.014 | 8    |
| 9       | 15     | Sebastian Vettel     | Toro Rosso-Ferrari  | 1:15.532 | 1:15.420 | 1:17.244 | 9    |
| 10      | 9      | David Coulthard      | Red Bull-Renault    | 1:15.975 | 1:15.338 | 1:17.503 | 10   |
| 11      | 12     | Timo Glock           | Toyota              | 1:15.560 | 1:15.508 |          | 11   |
| 12      | 3      | Nick Heidfeld        | BMW Sauber          | 1:15.596 | 1:15.581 |          | 12   |
| 13      | 7      | Nico Rosberg         | Williams-Toyota     | 1:15.863 | 1:15.633 |          | 13   |
| 14      | 16     | Jenson Button        | Honda               | 1:15.993 | 1:15.701 |          | 14   |
| 15      | 14     | Sébastien Bourdais   | Toro Rosso-Ferrari  | 1:15.927 | 1:15.858 |          | 15   |
| 16      | 8      | Kazuki Nakajima      | Williams-Toyota     | 1:16.083 |          |          | 16   |
| 17      | 6      | Nelson Piquet jr.    | Renault             | 1:16.189 |          |          | 17   |
| 18      | 17     | Rubens Barrichello   | Honda               | 1:16.246 |          |          | 18   |
| 19      | 20     | Adrian Sutil         | Force India-Ferrari | 1:16.657 |          |          | 19   |
| 20      | 21     | Giancarlo Fisichella | Force India-Ferrari | 1:16.963 |          |          | 20   |

## Race
| Positie | Nummer | Coureur              | Team                | Rondes | Tijd/Oorzaak uitval | Startplaats | Punten |
| ------- | ------ | -------------------- | ------------------- | ------ | ------------------- | ----------- | ------ |
| 1       | 22     | Lewis Hamilton       | McLaren-Mercedes    | 67     | 1:31:20.874         | 1           | 10     |
| 2       | 6      | Nelson Piquet jr.    | Renault             | 67     | +5.586              | 17          | 8      |
| 3       | 2      | Felipe Massa         | Ferrari             | 67     | +9.339              | 2           | 6      |
| 4       | 3      | Nick Heidfeld        | BMW Sauber          | 67     | +9.825              | 12          | 5      |
| 5       | 23     | Heikki Kovalainen    | McLaren-Mercedes    | 67     | +12.411             | 3           | 4      |
| 6       | 1      | Kimi Räikkönen       | Ferrari             | 67     | +14.403             | 6           | 3      |
| 7       | 4      | Robert Kubica        | BMW Sauber          | 67     | +22.682             | 7           | 2      |
| 8       | 15     | Sebastian Vettel     | Toro Rosso-Ferrari  | 67     | +33.299             | 9           | 1      |
| 9       | 11     | Jarno Trulli         | Toyota              | 67     | +37.158             | 4           |        |
| 10      | 7      | Nico Rosberg         | Williams-Toyota     | 67     | +37.625             | 13          |        |
| 11      | 5      | Fernando Alonso      | Renault             | 67     | +38.600             | 5           |        |
| 12      | 14     | Sébastien Bourdais   | Toro Rosso-Ferrari  | 67     | +39.111             | 15          |        |
| 13      | 9      | David Coulthard      | Red Bull-Renault    | 67     | +54.971             | 10          |        |
| 14      | 8      | Kazuki Nakajima      | Williams-Toyota     | 67     | +1:00.003           | 16          |        |
| 15      | 20     | Adrian Sutil         | Force India-Ferrari | 67     | +1:09.488           | 19          |        |
| 16      | 21     | Giancarlo Fisichella | Force India-Ferrari | 67     | +1:24.093           | 20          |        |
| 17      | 16     | Jenson Button        | Honda               | 66     | +1 ronde            | 14          |        |
| DNF     | 17     | Rubens Barrichello   | Honda               | 50     | Aanrijding          | 18          |        |
| DNF     | 10     | Mark Webber          | Red Bull-Renault    | 40     | Motor               | 8           |        |
| DNF     | 12     | Timo Glock           | Toyota              | 35     | Ophanging           | 11          |        |

## Wetenswaardigheden
- In de 36e ronde begaf rechts-achter de ophanging van Timo Glocks Toyota waardoor hij crashte en de race een aantal ronden geneutraliseerd werd.
- De snelste ronde werd behaald door Nick Heidfeld.

## Noot
- Dit waren de eerste rondes als raceleider en eerste podiumplaats voor Nelson Piquet, jr.

1931 · 1932 · 1934 · 1935 · 1936 · 1937 · 1938 · 1939 · 1951 · 1952 · 1953 · 1954 · 1956 · 1957 · 1958 · 1959 · 1961 · 1962 · 1963 · 1964 · 1965 · 1966 · 1967 · 1968 · 1969 · 1970 · 1971 · 1972 · 1973 · 1974 · 1975 · 1976 · 1977 · 1978 · 1979 · 1980 · 1981 · 1982 · 1983 · 1984 · 1985 · 1986 · 1987 · 1988 · 1989 · 1990 · 1991 · 1992 · 1993 · 1994 · 1995 · 1996 · 1997 · 1998 · 1999 · 2000 · 2001 · 2002 · 2003 · 2004 · 2005 · 2006 · 2008 · 2009 · 2010 · 2011 · 2012 · 2013 · 2014 · 2016 · 2018 · 2019